# Baleraja
Baleraja is een bestuurslaag in het regentschap Indramayu van de provincie West-Java, Indonesië. Baleraja telt 7924 inwoners (volkstelling 2010).